# 小行星3110
小行星3110（3110 Wagman）是一颗围绕太阳公转的小行星。1975年9月28日，亨利·李·吉克拉斯在可可尼诺县发现了此天体。
該小行星以美國天文學家和天體測量學家尼古拉斯·E·瓦格曼命名。
这颗小行星的绝对星等为75.11520等。